# Immanuel Stark
Pour les articles homonymes, voir Stark.
Immanuel Stark, né le 10 octobre 1994 à Stollberg/Erzgeb., est un coureur cycliste allemand.

## Biographie
Immanuel Stark est actif dans le cyclisme depuis 2010. Son frère Sebastian, qui a sept ans de plus que lui, est également coureur cycliste. Entre autres, il participe à des courses de VTT marathon avec sa femme Laura.
En 2018, il devient champion d'Allemagne de la montagne. Il obtient ensuite un contrat avec l'équipe allemande P&S Metalltechnik en 2019. En 2021, il se distingue en remportant deux courses par étapes du calendrier continental : In the footsteps of the Romans et le Tour de Bulgarie. Il termine aussi meilleur grimpeur du Tour de Haute-Autriche. 
Il décide de mettre à sa carrière cycliste à l'issue de la saison 2022.

## Palmarès
- 2016
  - 3e du Tour du Sachsenring
- 2018
  -  Champion d'Allemagne de la montagne
  - Tour de Vysočina :
    - Classement général
    - 1re étape
- 2021
  - In the footsteps of the Romans :
    - Classement général
    - 1re étape

  - Tour de Bulgarie :
    - Classement général
    - 2e étape

  - 2e du CCC Tour-Grody Piastowskie

## Classements mondiaux
| Année                                 | 2018  | 2019 | 2020 | 2021 | 2022  |
| ------------------------------------- | ----- | ---- | ---- | ---- | ----- |
| Classement mondial                    | 2258e | nc   | nc   | 456e | 1936e |
| UCI Europe Tour                       | 1502e | nc   | nc   | 374e | 1245e |
|                                       |       |      |      |      |       |
| Légende : nc = non classéSource : UCI |       |      |      |      |       |